# Тилинг, Теодор (психиатр)
Гаральд Генрих Теодор Тилинг (нем. Harald Heinrich Theodor Tiling; 25 мая 1842, Нитау — 21 июля 1913, Рига) — балтийско-немецкий психиатр. Брат хирурга Густава Тилинга, двоюродный брат ботаника Теодора Тилинга.

## Биография
Сын пастора Фердинанда Тилинга (1802—1874). Получил домашнее образование, затем в 1856—1862 гг. учился в гимназии в Риге. В 1862—1867 гг. изучал медицину в Дерптском университете, в 1869 г. защитил там же диссертацию доктора медицины. Стажировался в лечебнице для душевнобольных «Ротенберг» в Риге, затем в 1870—1871 гг. в Вене под руководством Теодора Мейнерта. В 1871—1884 гг. работал в больнице Николая Чудотворца в Санкт-Петербурге. Опубликовал ряд статей в «Санкт-Петербургской медицинской газете».
В 1884 г. после смерти основателя Грегора Брутцера занял должность директора и главного врача лечебницы «Ротенберг» — единственной психиатрической больницы в Риге, и оставался на этом посту до конца жизни. Среди пациентов Тилинга был художник Михаил Врубель, прибывший в Ригу в мае 1903 года, но вскоре Тилинг порекомендовал своему пациенту более благоустроенную загородную клинику Макса Шенфельдта. В 1887—1890 гг. депутат рижского городского собрания, в 1890—1892 гг. председатель Рижского общества практикующих врачей.
Автор монографий «Преступность с антропологической точки зрения» (нем. Das Verbrecherthum vom anthropologischen Standpunkte; 1899) и «Индивидуальное душевное устройство и душевное расстройство» (нем. Individuelle Geistesartung und Geistesstörung; 1904). Опубликовал ряд статей, связанных с расстройством личности при алкоголизме, и вёл по этому поводу полемику с С. С. Корсаковым. В 1909 г. 25-летие работы Тилинга во главе больницы «Ротенберг» было отмечено сборником статей его коллег.

## Семья
Сын Курт Пауль Тилинг (1883—1942) — медик. Дочь София Агнес (1879—1969) — жена историка Августа Серафима.